# Donald Patrick Nestor
Donald Patrick Nestor (* 6. Oktober 1938, Kalkutta, Indien; † 10. Januar 2003 in Durham) war ein britischer anglikanischer Suffraganbischof der Diocese of Lesotho in der Anglican Church of Southern Africa. 1992 kehrte er nach England zurück, wo er als Assistant Bishop of Blackburn fungierte und später in der Diözese Durham tätig war. Gegen Ende seines Lebens legte er Ordensgelübde ab, als er sich der mönchischen Society of the Sacred Mission anschloss.

## Leben

### Jugend und Ausbildung
Nestor wurde am 6. Oktober 1938 in Kalkutta, Indien, geboren. Seine Schulbildung erhielt er an der Grammar School in Halifax, West Yorkshire und ging von dort an das Exeter College, Oxford, wo er Theologie studierte. Er vollendete seine Ausbildung zum Priester am Queen’s College, Birmingham.

### Karriere
1965 begann er als Kurat in Woodkirk, wo er drei Jahre lang arbeitete, danach verbrachte er vier weitere Jahre in dieser Funktion in Forton, Hampshire.
1972 ging er nach Afrika, wo er als Chaplain an den Universitäten Botswana, Lesotho und Swaziland wirkte (bis 1979).
Ab 1974 wirkte er als Ausbilder für Priester in Lesotho und als Warden (Schulleiter) des Roma Anglican Seminary, Lesotho. 

### Bischof
Nestor wurde 1979 als Suffraganbischof von Lesotho gewählt. Er war sehr beliebt aufgrund seiner freundlichen pastoralen Art. Lesotho ist ein sehr gebirgiges Land und viele der Missionsstationen und Siedlungen dort sind nur mit dem Pferd erreichbar. Mit der Zeit wurde er fließend in der Sprache Sesotho und konnte durch seinen Unterricht viel Ermutigung und Hoffnung vermitteln.
Seine Arbeit im südlichen Afrika endete 1992 und er kehrte nach England zurück, wo der Bishop of Blackburn ihn bat, als Vicar von Bretherton und Assistant Bishop of Blackburn auszuhelfen. Er diente als Diocesan Ecumenical Officer (Ökumenebeauftragter) und konnte dabei seine Afrikaerfahrung nochmals voll einbringen.
2001 schloss sich Nestor der monastischen Society of the Sacred Mission in Durham an, wo er ebenfalls als Honorary Assistant Bishop wirkte.